# Jean-François-Marie Le Gonidec
Jean-François-Marie Le Gonidec (Konk-Leon, 1775 - París, 1838) fou un filòleg bretó. Era funcionari del ministeri d'aigües i esdevé gramàtic en hores de lleure. Fou membre de l'Académie Celtique amb Jacques Cambry i Jacques Le Brigant. A més de traduir al bretó una sèrie d'escrits religiosos i la Bíblia, publicà la primera gramàtica bretona amb criteris científics, tot seguint els treballs anteriors de Julien Maunoir. Va modificar l'ortografia del bretó proposant la substitució de K i S pels dígrafs QU, C i Ç; emprar G i GW en comptes de GU, i introdueix C’H per J, de manera que la grafia l'assemblarà més a les altres parles cèltiques com el gal·lès que no pas al francès. Aquestes reformes s'imposaren mercè l'acceptació d'escriptors bretons com Théodore Hersart de la Villemarqué i del seu mentor, el bisbe de Kemper, Joseph-Marie Graveran.
Va mantenir correspondència amb el gal·lès Thomas Price i organitzà el Congrés Intercèltic.

## Obres
- Grammaire celto-bretonne (1807)
- Katekiz historik (Catecisme històric, 1821)
- Testament nevez (Nou Testament, 1827)
- Dictionnaire français-breton (1847)